# Гърло (роман)
Вижте пояснителната страница за други значения на Гърло.
Гърло е роман, написан от американския писател Питър Строб през 1993 г. В България книгата е издадена през 1994 г. в два тома с обща дължина 863 страници.